# Ostřetice
Ostřetice település Csehországban, a Klatovyi járásban. Ostřetice Předslav, Klatovy és Bolešiny településekkel határos. Lakosainak száma 72 fő (2024. január 1.).

## Népesség
A település lakosságának változását az alábbi diagram mutatja:
| Lakosok száma | 197  | 213  | 206  | 116  | 74   | 59   | 74   | 72   | 72   | 72   |
|               | 1869 | 1890 | 1921 | 1950 | 1980 | 2001 | 2017 | 2019 | 2022 | 2024 |